# Nikielkowo
Nikielkowo (dawniej niem. Nickelsdorf) – wieś w Polsce  na Warmii położona w województwie warmińsko-mazurskim, w powiecie olsztyńskim, w gminie Barczewo.
Podolsztyńska wieś sołecka, położona między Olsztynem, Wójtowem i Łęgajnami, z kościołem (kościół filialny), boiskiem sportowym oraz dwoma placami zabaw. Zachował się park dworski (odrestaurowany). Powierzchnia sołectwa: 582 ha. Od 2010 r. działa „Stowarzyszenie na rzecz rozwoju wsi Nikilekowo” i Koło Gospodyń Wiejskich

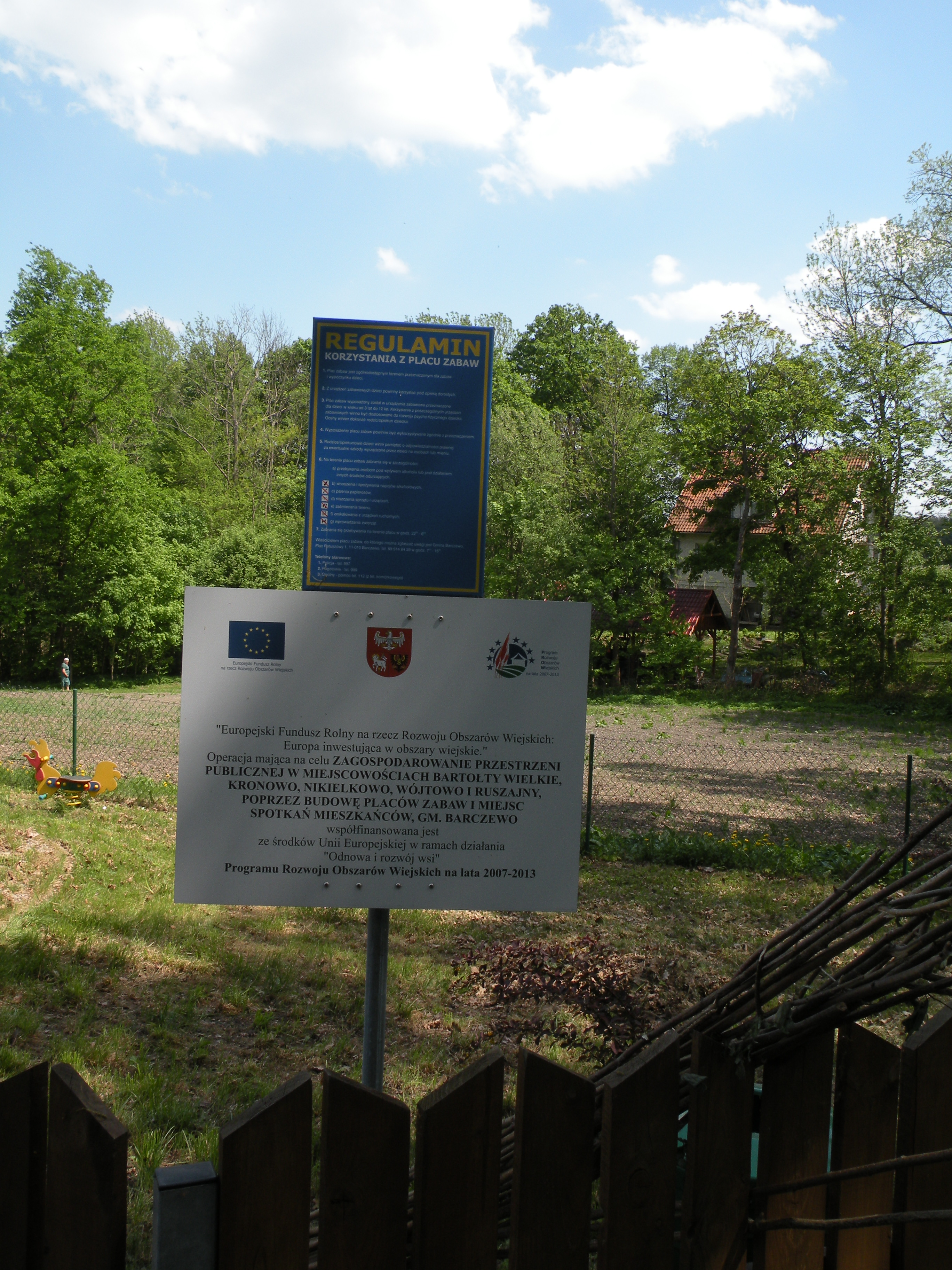
Plac zabaw w Nikielkowie

We wsi jest przystanek kolejowy Nikielkowo.

## Historia
Miejscowość lokowana 12 listopada 1366 r., na 30 łanach na prawie chełmińskim z sześcioletnim okresem wolnizny. Zasadźcą był Mikołaj z Wopów (Nicolao de Wopen – prawdopodobnie rycerz pruski). Nazwa wsi najpewniej wywodzi się od imienia zasadźcy. W dawnych dokumentach nazwa wsi zapisywana była jako Nicclosdorff, Nicclosdorf (1405), Nikilsdorf (1615), Nickelsdorff, Michelsdorff (1656), Nikielsdorf (1820). Polska nazwa Nikielkowo pojawia się w dokumentach z 1879 r.
Na początku XVII wieku Nikielkowo było własnością kanonika Łukasza Bratkowskiego. Nieco później (1656 r.) wieś przeszła we władanie Jerze Nycza i niejakiej Grzymałtówny. Pod koniec XVII wieku wieś była własnością przez Jana Grzymały, rotmistrza w służbie polskiej i burgrabiego olsztyńskiego (1677–1683). Nikielkowo w latach 1686–1788 znajdowało się w posiadaniu rodu Grzymałów (dobra mieli także w pobliskim Tracku). W połowie XVII wieku we wsi wymieniano rodziny chłopów pańsczyźnianych oraz dwóch wolnych chłopów na prawie chełmińskim. Do Nikielkowa należała karczma położona w Skajbotach (dane z 1773 r.).
W 1874 r. Nikielkowo (od 1928 r. wspólnie z Trackiem) ustanowiono siedzibą okręgu administracyjnego, obejmującego wsie: Kieźliny, Myki, Zalbki, Track i Wadąg.
W XIX wieku dokumenty wymieniają von Groebenów jako właścicieli Nikielkowa, Oberamtmanna Nohta (1820 r.), i od 1821 r. do 1909 r. – Hoverbecków. Leopold von Hoverbeck założył w Nikielkowie 16 morgowy sad. W okresie międzywojennym we wsi działała jednoklasowa szkoła (nauczycielem był Konrad Hinzmann).
W 1920 r. wieś przeszła w posiadanie Heinricha Sterna (elbląskiego ginekologa). W tym czasie we wsi powstała ferma zwierząt futerkowych.
W latach 1935– 1942 wieś została rozparcelowana na mniejsze gospodarstwa rolne.
W latach 1975–1998 miejscowość administracyjnie należała do województwa olsztyńskiego.

## Demografia
W 1773 we wsi było 46 osób dorosłych oraz 37 dzieci (w wieku 1-11 lat), jedna osoba starsza (powyżej 60 lat) oraz 38 osób, których spis nie objął. W 1782 we wsi było 12 gospodarstw domowych, w 1817 – 46, 1846 – 105, 1871 – 185, 1895 – 186. w 1939 – 130.
W 1863 r. w Nikielkowie było 140 mieszkańców, w tym 121 katolików, 19 ewangelików. W 1905 r. we wsi mieszkało 157 osób (20 protestantów i 137 katolików).